# وینستون سناک
وینستون سناک (انگلیسی: Winston Cenac؛ ۱۴ سپتامبر ۱۹۲۵ – ۲۲ سپتامبر ۲۰۰۴) سیاست‌مدار اهل سنت لوسیا بود. وی از ۴ مه ۱۹۸۱ تا ۱۷ ژانویه ۱۹۸۲ نخست‌وزیر این کشور بود.
وینستون سناک در ۲۲ سپتامبر ۲۰۰۴، در سن ۷۹ سالگی درگذشت.